# 997 (liczba)
997 (dziewięćset dziewięćdziesiąt siedem) – liczba naturalna następująca po 996 i poprzedzająca 998.

## W matematyce
- największa trzycyfrowa[1] liczba pierwsza[2]
- liczba szczęśliwa[3]
- izolowana liczba pierwsza[4] – liczby 995 oraz 999 nie są pierwsze (por. liczby bliźniacze)
- lewostronnie obcinalna liczba pierwsza[5] – liczby 97 oraz 7 powstałe w wyniku usuwania kolejnych jej cyfr od lewej strony są również pierwsze
- liczba seksowna[6] z liczbą 991[7]
- element dwóch pierwotnych trójek pitagorejskich[8]: (372, 925, 997) oraz (997, 497004, 497005)
{\displaystyle 372^{2}+925^{2}=997^{2}}
{\displaystyle 977^{2}+497004^{2}=497005^{2}}

## W astronomii
- planetoida (997) Priska
- galaktyka eliptyczna NGC 997

## W innych dziedzinach
- dawny numer alarmowy pogotowia Policji (oraz wcześniej – Milicji Obywatelskiej) — obecnie przekierowywany do centrum powiadamiania ratunkowego (numer alarmowy 112)

Zobacz też: Magazyn Kryminalny 997